# Voetbalelftal van Congo-Kinshasa (mannen)
Het voetbalelftal van Congo-Kinshasa, bijgenaamd Les Léopards, is een team van voetballers dat Congo-Kinshasa vertegenwoordigt bij internationale wedstrijden zoals (kwalificatie)wedstrijden voor het WK en de Afrika Cup. Van 1971 tot 1997 was Zaïre de naam van het land.
De Fédération Congolaise de Football-Association werd in 1919 opgericht en is aangesloten de CAF en de FIFA (sinds 1964). Het voetbalelftal van Congo-Kinshasa behaalde in februari 2015 met de 46e plaats de hoogste positie op de FIFA-wereldranglijst, in oktober 2011 werd met de 133e plaats de laagste positie bereikt.

## Deelnames aan internationale toernooien

### Wereldkampioenschap
Als Zaïre kwalificeerde het land zich voor het WK 1974, maar kreeg daar van onder andere Joegoslavië een zware nederlaag (9-0) te verduren en kon puntloos terug naar huis.
| Wereldkampioenschap voetbal overzicht | Wereldkampioenschap voetbal overzicht | Wereldkampioenschap voetbal overzicht | Wereldkampioenschap voetbal overzicht | Wereldkampioenschap voetbal overzicht | Wereldkampioenschap voetbal overzicht | Wereldkampioenschap voetbal overzicht | Wereldkampioenschap voetbal overzicht | Wereldkampioenschap voetbal overzicht |
| Jaar                                  | Ronde                                 | Wed.                                  | W                                     | G                                     | V                                     | DV                                    | DT                                    | Kwal                                  |
| Spelend als Zaïre                     | Spelend als Zaïre                     | Spelend als Zaïre                     | Spelend als Zaïre                     | Spelend als Zaïre                     | Spelend als Zaïre                     | Spelend als Zaïre                     | Spelend als Zaïre                     | Spelend als Zaïre                     |
| ------------------------------------- | ------------------------------------- | ------------------------------------- | ------------------------------------- | ------------------------------------- | ------------------------------------- | ------------------------------------- | ------------------------------------- | ------------------------------------- |
| 1930–1966                             | Geen deelname                         | Geen deelname                         | Geen deelname                         | Geen deelname                         | Geen deelname                         | Geen deelname                         | Geen deelname                         | Geen deelname                         |
| 1970                                  | Mocht niet deelnemen                  | Mocht niet deelnemen                  | Mocht niet deelnemen                  | Mocht niet deelnemen                  | Mocht niet deelnemen                  | Mocht niet deelnemen                  | Mocht niet deelnemen                  | Mocht niet deelnemen                  |
| 1974                                  | Groepsfase                            | 3                                     | 0                                     | 0                                     | 3                                     | 0                                     | 14                                    | (Kwal.)                               |
| 1978                                  | Teruggetrokken                        | Teruggetrokken                        | Teruggetrokken                        | Teruggetrokken                        | Teruggetrokken                        | Teruggetrokken                        | Teruggetrokken                        | Teruggetrokken                        |
| 1982                                  | Niet gekwalificeerd                   | Niet gekwalificeerd                   | Niet gekwalificeerd                   | Niet gekwalificeerd                   | Niet gekwalificeerd                   | Niet gekwalificeerd                   | Niet gekwalificeerd                   | Niet gekwalificeerd                   |
| 1986                                  | Geen deelname                         | Geen deelname                         | Geen deelname                         | Geen deelname                         | Geen deelname                         | Geen deelname                         | Geen deelname                         | Geen deelname                         |
| 1990                                  | Niet gekwalificeerd                   | Niet gekwalificeerd                   | Niet gekwalificeerd                   | Niet gekwalificeerd                   | Niet gekwalificeerd                   | Niet gekwalificeerd                   | Niet gekwalificeerd                   | Niet gekwalificeerd                   |
| 1994                                  | Niet gekwalificeerd                   | Niet gekwalificeerd                   | Niet gekwalificeerd                   | Niet gekwalificeerd                   | Niet gekwalificeerd                   | Niet gekwalificeerd                   | Niet gekwalificeerd                   | Niet gekwalificeerd                   |
| Spelend als Zaïre/ Congo-Kinshasa     |                                       |                                       |                                       |                                       |                                       |                                       |                                       |                                       |
| 1998                                  | Niet gekwalificeerd                   | Niet gekwalificeerd                   | Niet gekwalificeerd                   | Niet gekwalificeerd                   | Niet gekwalificeerd                   | Niet gekwalificeerd                   | Niet gekwalificeerd                   | Niet gekwalificeerd                   |
| Spelend als Congo-Kinshasa            |                                       |                                       |                                       |                                       |                                       |                                       |                                       |                                       |
| 2002                                  | Niet gekwalificeerd                   | Niet gekwalificeerd                   | Niet gekwalificeerd                   | Niet gekwalificeerd                   | Niet gekwalificeerd                   | Niet gekwalificeerd                   | Niet gekwalificeerd                   | Niet gekwalificeerd                   |
| 2006                                  | Niet gekwalificeerd                   | Niet gekwalificeerd                   | Niet gekwalificeerd                   | Niet gekwalificeerd                   | Niet gekwalificeerd                   | Niet gekwalificeerd                   | Niet gekwalificeerd                   | Niet gekwalificeerd                   |
| 2010                                  | Niet gekwalificeerd                   | Niet gekwalificeerd                   | Niet gekwalificeerd                   | Niet gekwalificeerd                   | Niet gekwalificeerd                   | Niet gekwalificeerd                   | Niet gekwalificeerd                   | Niet gekwalificeerd                   |
| 2014                                  | Niet gekwalificeerd                   | Niet gekwalificeerd                   | Niet gekwalificeerd                   | Niet gekwalificeerd                   | Niet gekwalificeerd                   | Niet gekwalificeerd                   | Niet gekwalificeerd                   | Niet gekwalificeerd                   |
| 2018                                  | Niet gekwalificeerd                   | Niet gekwalificeerd                   | Niet gekwalificeerd                   | Niet gekwalificeerd                   | Niet gekwalificeerd                   | Niet gekwalificeerd                   | Niet gekwalificeerd                   | Niet gekwalificeerd                   |
| 2022                                  | Niet gekwalificeerd                   | Niet gekwalificeerd                   | Niet gekwalificeerd                   | Niet gekwalificeerd                   | Niet gekwalificeerd                   | Niet gekwalificeerd                   | Niet gekwalificeerd                   | Niet gekwalificeerd                   |
| 2026                                  | kwalificatie                          | kwalificatie                          | kwalificatie                          | kwalificatie                          | kwalificatie                          | kwalificatie                          | kwalificatie                          | kwalificatie                          |

### Afrikaans kampioenschap
| Afrika Cup overzicht          | Afrika Cup overzicht          | Afrika Cup overzicht          | Afrika Cup overzicht          | Afrika Cup overzicht          | Afrika Cup overzicht          | Afrika Cup overzicht          | Afrika Cup overzicht          | Afrika Cup overzicht          |
| Jaar                          | Ronde                         | Wed.                          | W                             | G                             | V                             | DV                            | DT                            | Kwal                          |
| Spelend als Congo-Leopoldstad | Spelend als Congo-Leopoldstad | Spelend als Congo-Leopoldstad | Spelend als Congo-Leopoldstad | Spelend als Congo-Leopoldstad | Spelend als Congo-Leopoldstad | Spelend als Congo-Leopoldstad | Spelend als Congo-Leopoldstad | Spelend als Congo-Leopoldstad |
| ----------------------------- | ----------------------------- | ----------------------------- | ----------------------------- | ----------------------------- | ----------------------------- | ----------------------------- | ----------------------------- | ----------------------------- |
| 1957–1963                     | Geen deelname                 | Geen deelname                 | Geen deelname                 | Geen deelname                 | Geen deelname                 | Geen deelname                 | Geen deelname                 | Geen deelname                 |
| 1965                          | Groepsfase                    | 2                             | 0                             | 0                             | 2                             | 2                             | 8                             | (Kwal.)                       |
| Spelend als Congo-Kinshasa    |                               |                               |                               |                               |                               |                               |                               |                               |
| 1968                          | Kampioen                      | 5                             | 4                             | 0                             | 1                             | 10                            | 5                             | (Kwal.)                       |
| 1970                          | Groepsfase                    | 3                             | 0                             | 1                             | 2                             | 2                             | 5                             |                               |
| Spelend als Zaïre             |                               |                               |                               |                               |                               |                               |                               |                               |
| 1972                          | Vierde                        | 5                             | 1                             | 2                             | 2                             | 9                             | 11                            | (Kwal.)                       |
| 1974                          | Kampioen                      | 6                             | 4                             | 1                             | 1                             | 14                            | 8                             | (Kwal.)                       |
| 1976                          | Groepsfase                    | 3                             | 0                             | 1                             | 2                             | 3                             | 6                             |                               |
| 1978                          | Geen deelname                 | Geen deelname                 | Geen deelname                 | Geen deelname                 | Geen deelname                 | Geen deelname                 | Geen deelname                 | Geen deelname                 |
| 1980                          | Niet gekwalificeerd           | Niet gekwalificeerd           | Niet gekwalificeerd           | Niet gekwalificeerd           | Niet gekwalificeerd           | Niet gekwalificeerd           | Niet gekwalificeerd           | Niet gekwalificeerd           |
| 1982                          | Niet gekwalificeerd           | Niet gekwalificeerd           | Niet gekwalificeerd           | Niet gekwalificeerd           | Niet gekwalificeerd           | Niet gekwalificeerd           | Niet gekwalificeerd           | Niet gekwalificeerd           |
| 1984                          | Teruggetrokken                | Teruggetrokken                | Teruggetrokken                | Teruggetrokken                | Teruggetrokken                | Teruggetrokken                | Teruggetrokken                | Teruggetrokken                |
| 1986                          | Niet gekwalificeerd           | Niet gekwalificeerd           | Niet gekwalificeerd           | Niet gekwalificeerd           | Niet gekwalificeerd           | Niet gekwalificeerd           | Niet gekwalificeerd           | Niet gekwalificeerd           |
| 1988                          | Groepsfase                    | 3                             | 0                             | 2                             | 1                             | 2                             | 3                             | (Kwal.)                       |
| 1990                          | Niet gekwalificeerd           | Niet gekwalificeerd           | Niet gekwalificeerd           | Niet gekwalificeerd           | Niet gekwalificeerd           | Niet gekwalificeerd           | Niet gekwalificeerd           | Niet gekwalificeerd           |
| 1992                          | Kwartfinale                   | 3                             | 0                             | 2                             | 1                             | 2                             | 3                             | (Kwal.)                       |
| 1994                          | Kwartfinale                   | 3                             | 1                             | 1                             | 1                             | 2                             | 3                             | (Kwal.)                       |
| 1996                          | Kwartfinale                   | 3                             | 1                             | 0                             | 2                             | 2                             | 3                             | (Kwal.)                       |
| Spelend als Congo-Kinshasa    |                               |                               |                               |                               |                               |                               |                               |                               |
| 1998                          | Derde                         | 6                             | 3                             | 1                             | 2                             | 10                            | 9                             | (Kwal.)                       |
| 2000                          | Groepsfase                    | 3                             | 0                             | 2                             | 1                             | 0                             | 1                             | (Kwal.)                       |
| 2002                          | Kwartfinale                   | 4                             | 1                             | 1                             | 2                             | 3                             | 4                             | (Kwal.)                       |
| 2004                          | Groepsfase                    | 3                             | 0                             | 0                             | 3                             | 1                             | 6                             | (Kwal.)                       |
| 2006                          | Kwartfinale                   | 4                             | 1                             | 1                             | 2                             | 3                             | 6                             | (Kwal.)                       |
| 2008                          | Niet gekwalificeerd           | Niet gekwalificeerd           | Niet gekwalificeerd           | Niet gekwalificeerd           | Niet gekwalificeerd           | Niet gekwalificeerd           | Niet gekwalificeerd           | Niet gekwalificeerd           |
| 2010                          | Niet gekwalificeerd           | Niet gekwalificeerd           | Niet gekwalificeerd           | Niet gekwalificeerd           | Niet gekwalificeerd           | Niet gekwalificeerd           | Niet gekwalificeerd           | Niet gekwalificeerd           |
| 2012                          | Niet gekwalificeerd           | Niet gekwalificeerd           | Niet gekwalificeerd           | Niet gekwalificeerd           | Niet gekwalificeerd           | Niet gekwalificeerd           | Niet gekwalificeerd           | Niet gekwalificeerd           |
| 2013                          | Groepsfase                    | 3                             | 0                             | 3                             | 0                             | 3                             | 3                             | (Kwal.)                       |
| 2015                          | Derde                         | 6                             | 1                             | 4                             | 1                             | 7                             | 7                             | (Kwal.)                       |
| 2017                          | Kwartfinale                   | 4                             | 2                             | 1                             | 1                             | 7                             | 5                             | (Kwal.)                       |
| 2019                          | Kwartfinale                   | 4                             | 1                             | 1                             | 2                             | 6                             | 6                             | (Kwal.)                       |
| 2021                          | Niet gekwalificeerd           | Niet gekwalificeerd           | Niet gekwalificeerd           | Niet gekwalificeerd           | Niet gekwalificeerd           | Niet gekwalificeerd           | Niet gekwalificeerd           | Niet gekwalificeerd           |
| 2023                          | Vierde                        | 7                             | 1                             | 5                             | 1                             | 6                             | 5                             | (Kwal.)                       |
| 2025                          |                               |                               |                               |                               |                               |                               |                               | (Kwal.)                       |

### African Championship of Nations
| African Championship of Nations overzicht | African Championship of Nations overzicht | African Championship of Nations overzicht | African Championship of Nations overzicht | African Championship of Nations overzicht | African Championship of Nations overzicht | African Championship of Nations overzicht | African Championship of Nations overzicht | African Championship of Nations overzicht |
| Jaar                                      | Ronde                                     | Wed.                                      | W                                         | G                                         | V                                         | DV                                        | DT                                        | Kwal                                      |
| ----------------------------------------- | ----------------------------------------- | ----------------------------------------- | ----------------------------------------- | ----------------------------------------- | ----------------------------------------- | ----------------------------------------- | ----------------------------------------- | ----------------------------------------- |
| 2009                                      | Kampioen                                  | 5                                         | 3                                         | 1                                         | 1                                         | 7                                         | 5                                         | (Kwal.)                                   |
| 2011                                      | Kwartfinale                               | 4                                         | 1                                         | 1                                         | 2                                         | 3                                         | 5                                         | (Kwal.)                                   |
| 2014                                      | Kwartfinale                               | 4                                         | 2                                         | 0                                         | 2                                         | 3                                         | 3                                         | (Kwal.)                                   |
| 2016                                      | Kampioen                                  | 6                                         | 4                                         | 1                                         | 1                                         | 13                                        | 7                                         | (Kwal.)                                   |
| 2018                                      | Niet gekwalificeerd                       | Niet gekwalificeerd                       | Niet gekwalificeerd                       | Niet gekwalificeerd                       | Niet gekwalificeerd                       | Niet gekwalificeerd                       | Niet gekwalificeerd                       | Niet gekwalificeerd                       |
| 2020                                      | Kwartfinale                               | 4                                         | 2                                         | 1                                         | 1                                         | 5                                         | 4                                         | (Kwal.)                                   |
| 2022                                      | Groepsfase                                | 3                                         | 0                                         | 2                                         | 1                                         | 0                                         | 3                                         | (Kwal.)                                   |

## FIFA-wereldranglijst[2]
| 1999 | 2000 | 2001 | 2002 | 2003 | 2004 | 2005 | 2006 | 2007 | 2008 | 2009 | 2010 | 2011 | 2012 | 2013 | 2014 | 2015 | 2016 | 2017 | 2018 |
| ---- | ---- | ---- | ---- | ---- | ---- | ---- | ---- | ---- | ---- | ---- | ---- | ---- | ---- | ---- | ---- | ---- | ---- | ---- | ---- |
| 59   | 70   | 77   | 65   | 56   | 78   | 77   | 66   | 74   | 91   | 107  | 130  | 125  | 107  | 82   | 56   | 60   | 48   | 39   | 49   |

## Huidig team
De selectie voor de WK-kwalificatiewedstrijd tegen  Marokko op 25 en 29 maart 2022.
| Nr.         | Naam                   | Wed. | Dlpnt. | Club                |
| ----------- | ---------------------- | ---- | ------ | ------------------- |
| Doel        |                        |      |        |                     |
|             | Joël Kiassumbua        | 18   | 0      | clubloos            |
|             | Hervé Lomboto          | 6    | 0      | Motema Pembe        |
|             | Lionel Mpasi           | 1    | 0      | Rodez AF            |
| Verdediging |                        |      |        |                     |
|             | Chancel Mbemba         | 64   | 4      | FC Porto            |
|             | Marcel Tisserand       | 33   | 0      | Fenerbahçe SK       |
|             | Christian Luyindama    | 22   | 0      | Galatasaray SK      |
|             | Ngonda Muzinga         | 21   | 0      | Dijon FCO           |
|             | Merveille Bokadi       | 20   | 1      | Standard Luik       |
|             | Arthur Masuaku         | 10   | 1      | West Ham United     |
|             | Dieumerci Amale Mukoko | 10   | 0      | Difaâ El-Jadidi     |
|             | Jordan Ikoko           | 7    | 0      | PFK Ludogorets      |
|             | Chris Mavinga          | 5    | 0      | Toronto FC          |
|             | Vital N'Simba          | 1    | 0      | Clermont Foot 63    |
| Middenveld  |                        |      |        |                     |
|             | Neeskens Kebano        | 29   | 6      | Fulham              |
|             | Paul-José M'Poku       | 22   | 6      | Konyaspor           |
|             | Chadrac Akolo          | 18   | 2      | Amiens SC           |
|             | Sam Moutoussamy        | 13   | 0      | FC Nantes           |
|             | Gaël Kakuta            | 12   | 2      | RC Lens             |
|             | Edo Kayembe            | 8    | 0      | Watford             |
|             | Samuel Bastien         | 5    | 0      | Standard Luik       |
|             | Pelly Ruddock Mpanzu   | 2    | 0      | Luton Town          |
| Aanval      |                        |      |        |                     |
|             | Yannick Bolasie        | 50   | 9      | Çaykur Rizespor     |
|             | Dieumerci Mbokani      | 48   | 22     | Kuwait SC           |
|             | Cédric Bakambu         | 39   | 13     | Olympique Marseille |
|             | Meschak Elia           | 20   | 6      | BSC Young Boys      |
|             | Ben Malongo            | 14   | 2      | Al-Sharjah          |
|             | Yoane Wissa            | 3    | 2      | Brentford           |
|             | Stefan Taborshalala    | 3    | 2      | clubloos            |
|             |                        |      |        |                     |
|             |                        |      |        |                     |

## Recent opgeroepen
De volgende spelers behoorden niet tot de meest recente selectie, maar zijn wel afgelopen twaalf maanden opgeroepen.
| Nr.         | Naam                | Wed. | Dlpnt. | Club               |
| ----------- | ------------------- | ---- | ------ | ------------------ |
| Doel        |                     |      |        |                    |
|             | Parfait Mandanda    | 20   | 0      | Sporting Charleroi |
|             | Timothy Fayulu      | 0    | 0      | FC Sion            |
| Verdediging |                     |      |        |                    |
|             | Ngonda Muzinga      | 14   | 0      | Dijon              |
|             | Christian Luyindama | 13   | 0      | Galatasaray        |
|             | Wilfred Moke        | 12   | 0      | Ankaragücü         |
|             | Jordan Ikoko        | 8    | 0      | PFK Ludogorets     |
| Middenveld  |                     |      |        |                    |
|             | Jacques Maghoma     | 27   | 1      | Birmingham City    |
|             | Merveille Bokadi    | 24   | 1      | Standard Luik      |
|             | Neeskens Kebano     | 24   | 5      | Fulham             |
|             | Chadrac Akolo       | 10   | 1      | Amiens SC          |
|             | Giannelli Imbula    | 2    | 0      | PFC Sochi          |
| Aanval      |                     |      |        |                    |
|             | Dieumerci Mbokani   | 41   | 18     | Royal Antwerp      |
|             | Jonathan Bolingi    | 29   | 8      | Royal Antwerp      |
|             | Meschak Elia        | 16   | 5      | BSC Young Boys     |
|             | Diemerci Ndongala   | 1    | 0      | KRC Genk           |
|             | Nelson Balongo      | 0    | 0      | Sint-Truiden       |

## Bondscoaches
- Ferenc Csanádi (1967–1968)
- Léon Mokuna (1968-1970)
- André Mori (1970)
- Blagoja Vidinić (1970–1974)
- Ştefan Stănculescu (1974–1975)
- Julien Kialunda (?–?)
- Otto Pfister (1985–1989)
- Jean-Santos Muntubila (1995), (1996–1997), (2001)
- Muhsin Ertuğral (1995–1996)
- Eugène Kabongo (2002)
- Mick Wadsworth (2003–2004)
- Claude Le Roy (2004–2006)
- Henri Depireux (2006–2007)
- Patrice Neveu (2008–2010)
- Robert Nouzaret (2010–2011)
- Claude Le Roy (2011–2013)
- Jean-Santos Muntubila (2013–2013)
- Florent Ibenge (2013-2019)
- Christian Nsengi-Biembe (2019-2021)
- Hector Cuper (2021-2022)
- Sebastien Desabres (2022-heden)

## Selecties

### Afrika Cup
| Selectie van Congo-Kinshasa bij het Afrika Cup 2017 | Selectie van Congo-Kinshasa bij het Afrika Cup 2017 | Selectie van Congo-Kinshasa bij het Afrika Cup 2017 | Selectie van Congo-Kinshasa bij het Afrika Cup 2017 | Selectie van Congo-Kinshasa bij het Afrika Cup 2017 | Selectie van Congo-Kinshasa bij het Afrika Cup 2017 | Selectie van Congo-Kinshasa bij het Afrika Cup 2017 | Selectie van Congo-Kinshasa bij het Afrika Cup 2017 | Selectie van Congo-Kinshasa bij het Afrika Cup 2017 |
| №                                                   | Naam                                                | Wed.                                                | Dlpnt.                                              | Club                                                |                                                     |                                                     |                                                     |                                                     |
| --------------------------------------------------- | --------------------------------------------------- | --------------------------------------------------- | --------------------------------------------------- | --------------------------------------------------- | --------------------------------------------------- | --------------------------------------------------- | --------------------------------------------------- | --------------------------------------------------- |
| Doel                                                |                                                     |                                                     |                                                     |                                                     |                                                     |                                                     |                                                     |                                                     |
| 1                                                   | Lei Matampi                                         |                                                     |                                                     | DC Motema Pembe                                     |                                                     |                                                     |                                                     |                                                     |
| 16                                                  | Nicaise Kudimbana                                   |                                                     |                                                     | Antwerp FC                                          |                                                     |                                                     |                                                     |                                                     |
| 23                                                  | Joël Kiassumbua                                     |                                                     |                                                     | FC Wohlen                                           |                                                     |                                                     |                                                     |                                                     |
| Verdediging                                         |                                                     |                                                     |                                                     |                                                     |                                                     |                                                     |                                                     |                                                     |
| 2                                                   | Issama Mpeko                                        |                                                     |                                                     | TP Mazembe                                          |                                                     |                                                     |                                                     |                                                     |
| 4                                                   | Jordan Ikoko                                        |                                                     |                                                     | EA Guingamp                                         |                                                     |                                                     |                                                     |                                                     |
| 5                                                   | Marcel Tisserand                                    |                                                     |                                                     | FC Ingolstadt 04                                    |                                                     |                                                     |                                                     |                                                     |
| 13                                                  | Joyce Lomalisa                                      |                                                     |                                                     | AS Vita Club                                        |                                                     |                                                     |                                                     |                                                     |
| 14                                                  | Gabriel Zakuani                                     |                                                     |                                                     | Northampton Town                                    |                                                     |                                                     |                                                     |                                                     |
| 18                                                  | Bope Bokadi                                         |                                                     |                                                     | TP Mazembe                                          |                                                     |                                                     |                                                     |                                                     |
| 22                                                  | Chancel Mbemba                                      |                                                     |                                                     | Newcastle United                                    |                                                     |                                                     |                                                     |                                                     |
| Middenveld                                          |                                                     |                                                     |                                                     |                                                     |                                                     |                                                     |                                                     |                                                     |
| 3                                                   | Fabrice N'Sakala                                    |                                                     |                                                     | Alanyaspor                                          |                                                     |                                                     |                                                     |                                                     |
| 6                                                   | Hervé Kage                                          |                                                     |                                                     | KV Kortrijk                                         |                                                     |                                                     |                                                     |                                                     |
| 7                                                   | Youssuf Mulumbu                                     |                                                     |                                                     | Norwich City                                        |                                                     |                                                     |                                                     |                                                     |
| 8                                                   | Paul Mpoku                                          |                                                     |                                                     | Panathinaikos                                       |                                                     |                                                     |                                                     |                                                     |
| 10                                                  | Neeskens Kebano                                     |                                                     |                                                     | Fulham                                              |                                                     |                                                     |                                                     |                                                     |
| 15                                                  | Rémi Mulumba                                        |                                                     |                                                     | Gazélec FCO Ajaccio                                 |                                                     |                                                     |                                                     |                                                     |
| 20                                                  | Jacques Maghoma                                     |                                                     |                                                     | Birmingham City                                     |                                                     |                                                     |                                                     |                                                     |
| Aanval                                              |                                                     |                                                     |                                                     |                                                     |                                                     |                                                     |                                                     |                                                     |
| 6                                                   | Junior Kabananga                                    |                                                     |                                                     | FK Astana                                           |                                                     |                                                     |                                                     |                                                     |
| 9                                                   | Dieumerci Mbokani                                   |                                                     |                                                     | Hull City                                           |                                                     |                                                     |                                                     |                                                     |
| 11                                                  | Jordan Botaka                                       |                                                     |                                                     | Charlton Athletic                                   |                                                     |                                                     |                                                     |                                                     |
| 12                                                  | Jonathan Bolingi                                    |                                                     |                                                     | TP Mazembe                                          |                                                     |                                                     |                                                     |                                                     |
| 17                                                  | Cédric Bakambu                                      |                                                     |                                                     | Villarreal CF                                       |                                                     |                                                     |                                                     |                                                     |
| 19                                                  | Jeremy Bokila                                       |                                                     |                                                     | Al-Kharitiyath                                      |                                                     |                                                     |                                                     |                                                     |
| 21                                                  | Ndombe Mubele                                       |                                                     |                                                     | Al-Ahli                                             |                                                     |                                                     |                                                     |                                                     |
| Bondscoach: Florent Ibengé                          |                                                     |                                                     |                                                     |                                                     |                                                     |                                                     |                                                     |                                                     |

FECOFA · Bondscoaches · Selecties · A-internationals · Vrouwenelftal van Congo-Kinshasa
1960 – 1969 ·
1970 – 1979 ·
1980 – 1989 ·
1990 – 1999 ·
2000 – 2009 ·
2010 – 2019 ·
2020 – 2029
AC 1965 ·
AC 1968 ·
AC 1970 ·
AC 1972 ·
AC 1974 ·
WK 1974 ·
AC 1976 ·
AC 1988 ·
AC 1992 ·
AC 1994 ·
AC 1996 ·
AC 1998 ·
AC 2000 ·
AC 2002 ·
AC 2004 ·
AC 2006 ·
AC 2013
1963 ·
1964 · 
1965 ·
1966 · 
1967 ·
1968 · 
1969 ·
1970 · 
1971 ·
1972 · 
1973 ·
1974 · 
1975 · 
1976 ·
1977 · 
1978 ·
1979 ·
1979 · 
1980 ·
1980 · 
1981 ·
1982 ·
1983 ·
1984 · 
1985 ·
1986 · 
1987 ·
1988 · 
1989 ·
1990 · 
1991 ·
1992 · 
1993 ·
1994 · 
1995 ·
1996 · 
1997 ·
1998 · 
1999 ·
2000 · 
2001 ·
2002 · 
2003 ·
2004 · 
2005 · 
2006 ·
2007 · 
2008 ·
2009 · 
2010 · 
2011 ·
2012 · 
2013 · 
2014 ·
2015 ·
2016 ·
2017 ·
2018 ·
2019 ·
2020 ·
2021 ·
2022 ·
2023
Algerije ·
Angola ·
Bahrein ·
Benin ·
Botswana ·
Brazilië ·
Burkina Faso ·
Burundi ·
Centraal-Afrikaanse Republiek ·
China ·
Congo-Brazzaville ·
Djibouti ·
Egypte ·
Equatoriaal-Guinea ·
Ethiopië ·
Gabon ·
Gambia ·
Ghana ·
Guinee ·
Irak ·
Ivoorkust ·
Joegoslavië ·
Kaapverdië ·
Kameroen ·
Kenia ·
Lesotho ·
Liberia ·
Libië ·
Madagaskar ·
Malawi ·
Mali ·
Marokko ·
Mauritanië ·
Mauritius ·
Mexico ·
Mozambique ·
Namibië ·
Nieuw-Zeeland ·
Niger ·
Nigeria ·
Oeganda ·
Oman ·
Qatar ·
Roemenië ·
Rwanda ·
Saoedi-Arabië ·
Schotland ·
Senegal ·
Seychellen ·
Sierra Leone ·
Soedan ·
Swaziland ·
Tanzania ·
Togo ·
Tsjaad ·
Tunesië ·
Zambia ·
Zimbabwe ·
Zuid-Afrika ·
Zuid-Soedan